# Klaus Schwarzkopf
Klaus Schwarzkopf (Neuruppin, 18 dicembre 1922 – Bochum, 21 giugno 1991) è stato un attore e doppiatore tedesco.

## Biografia
Schwarzkopf viene cresciuto dalla madre Gertrud. Dovette per anni essere immobilizzato a letto con una forma di tubercolosi ossea. Il padre morì poche settimane dopo la sua nascita. Dopo la scuola dell'obbligo, seguì studi amministrativi e venne assunto come Regierungsinspektor. Contro la volontà della madre, ventenne iniziò gli studi di recitazione, in piena seconda guerra mondiale, a Berlino, dove si diplomò nel 1947.
Schwarzkopf debuttò nello stesso anno a teatro per la regia di Boleslav Barlog al Berliner Schlosspark Theater accanto a Hildegard Knef. Nel 1953, Schwarzkopf si spostò a Wiesbaden, poi Hannover e Monaco di Baviera. Recitò per diverso tempo al „Bayerischen Staatsschauspieler“.
Negli anni '70 e '80 recitò al Thalia Theater di Amburgo e a Berlino al Staatliche Schauspielbühnen Berlin.
Agli inizi degli anni '60 iniziò a recitare per la televisione, partecipando a più di 250 produzioni. Lo si ricorda nelle serie come L'ispettore Derrick, Der Kommissar, Der Alte.
Tra il 1971 e il 1978 recitò nella serie Tatort come Kommissar Finke. La sceneggiatura della serie fu fatta dal regista Wolfgang Petersen e si ricorda l'episodio del 1977 Tatort: Reifezeugnis con la sedicenne Nastassja Kinski. Fu partecipe anche nella serie Die Buddenbrooks del 1979. Nella serie "Eine Frau bleibt eine Frau" recita accanto a Lili Palmer.
Schwarzkopf spielte in Kinofilmen wie Herrliche Zeiten im Spessart (1967) und in den Simmel-Adaptionen Und Jimmy ging zum Regenbogen (1971), Der Stoff aus dem die Träume sind (1972) und Alle Menschen werden Brüder (1973). 1973 war er auch in dem Psychothriller Einer von uns beiden zu sehen – als ein Soziologie-Professor, der von einem gescheiterten Studenten (Jürgen Prochnow) erpresst wird. Seinen letzten Kino-Auftritt hatte Schwarzkopf 1984 in Bernhard Wickis Die Grünstein-Variante.
Nel 1991 recita accanto a a Mario Adorf, Will Quadflieg e Hans Korte nella miniserie di Dieter Wedel Der große Bellheim. Ultimo ruolo prima della malattia.
Come doppiatore ha dato la voce a Peter Falk nella serie Columbo e a William Shatner, Mickey Rooney, Peter Lorre, Robert Mitchum, Burt Lancaster, Bob Hope, Douglas Fairbanks junior, Tony Curtis, Lloyd Bridges.
La sua omosessualità venne dichiarata per la prima volta nell'anno della sua morte nellibro di Hermann J. Huber. Si scoprì che ebbe relazione duratura con il ballerino regista Hubertus Moeller, anche se poi nel 2016 venne dichiarato che si trattava solo di amicizia non di storia d'amore.
Nel giugno 1991 Klaus Schwarzkopf venne colpito da una polmonite bilaterale al St. Josef-Hospital di Bochum. Il suo management informòla stampa della malattia. Dopo la sua morte, avvenuta a 68 anni di età, si scoprì la sua immunodeficienza da AIDS.
È sepolto al cimitero Wahlmünchner di Aidenbach.